# Cơ cấu công nghệ

Sơ đồ, được đề xuất bởi Henry Mintzberg, cho thấy các bộ phận chính của tổ chức, bao gồm cả cấu trúc công nghệ

Cơ cấu công nghệ hay Cấu trúc công nghệ là nhóm các kỹ thuật viên, nhà phân tích trong một tổ chức (doanh nghiệp, cơ quan hành chính) có ảnh hưởng và kiểm soát đáng kể đến nền kinh tế của nó. Thuật ngữ này được đặt ra bởi nhà kinh tế học John Kenneth Galbraith trong Nhà nước công nghiệp mới (1967). Nó thường đề cập đến chủ nghĩa tư bản quản lý nơi các nhà quản lý và các quản trị viên, nhà khoa học hoặc luật sư hàng đầu của công ty giữ quyền lực và ảnh hưởng nhiều hơn các cổ đông trong quá trình quyết định và định hướng.

## Bối cảnh lịch sử
Cuộc đấu tranh quyền lực giữa cơ cấu công nghệ và các cổ đông lần đầu tiên được Thorstein Veblen gợi lên trong "Lý thuyết về giai cấp nhàn rỗi" (1899), đặt câu hỏi ai, trong số các nhà quản lý và cổ đông, nên kiểm soát doanh nghiệp. Vào thời điểm đó và cho đến cuối những năm 1980, các cổ đông, không thể tự tập hợp lại và tự tổ chức một cách hiệu quả, không thể tạo ra áp lực đủ lớn để chống lại hiệu quả quá trình ra quyết định quản lý. Sau chiến tranh thế giới thứ hai, sự gia tăng nhanh chóng của các cổ đông càng làm giảm sức mạnh tập thể của họ. Điều này đã được Galbraith cảm nhận, như một sự tách biệt giữa tài sản vốn và định hướng của doanh nghiệp.

## Mục tiêu của cơ cấu công nghệ
Do cấu trúc công nghệ bao gồm một hệ thống phân cấp các nhân viên có ảnh hưởng trong doanh nghiệp, mục tiêu chính của nó không phải là tối đa hóa lợi nhuận của họ mà là sự sống còn, tăng trưởng liên tục và quy mô tối đa. Trong khi nó phải duy trì mối quan hệ chấp nhận được với các cổ đông của họ, tăng trưởng bá quyền có lợi hơn cho cơ cấu công nghệ.
Theo Henry Mintzberg, ảnh hưởng của cơ cấu công nghệ dựa trên hệ thống chuyên môn, nhưng cơ cấu công nghệ tăng sức mạnh đến mức có thể phát triển hệ thống kiểm soát quan liêu. Hệ tư tưởng của tổ chức mạnh làm giảm nhu cầu kiểm soát quan liêu và cơ cấu công nghệ. Vì vậy, cấu trúc công nghệ thường chống lại sự phát triển và duy trì hệ tư tưởng tổ chức.
Khi các cấu trúc kiểm soát và thích ứng mà các thiết kế cấu trúc công nghệ là cần thiết hơn khi có gì đó thay đổi, cấu trúc công nghệ có lợi cho sự thay đổi liên tục. Điều đó xảy ra ngay cả khi chúng không hữu ích cho chính tổ chức. Mặt khác, Mintzberg nghĩ rằng những thay đổi như vậy có xu hướng thận trọng, vì cấu trúc công nghệ cố gắng tiêu chuẩn hóa công việc của tất cả các bộ phận khác trong tổ chức, và những thay đổi lớn khiến việc đó trở nên khó khăn hơn.
Trong số các mục tiêu của tổ chức, cơ cấu công nghệ thích những mục tiêu đang hoạt động, có thể đo lường được, vì chúng giúp dễ dàng chứng minh tính hữu dụng của kiểm soát quan liêu. Trong số các mục tiêu đó, cơ cấu công nghệ ưu tiên các mục tiêu liên quan đến hiệu quả, mục tiêu kinh tế.

## Sự suy giảm của cấu trúc công nghệ
Việc thiếu kiểm soát cơ cấu công nghệ dẫn đến lạm dụng quản lý đáng chú ý về mức lương của nó trong cuộc khủng hoảng kinh tế những năm 1970. Nó thúc đẩy sự hỗ trợ cho các hệ tư tưởng kinh tế mới như Trường phái Chicago dưới thời Milton Friedman. Hơn nữa, Đạo luật An ninh Thu nhập Nghỉ hưu của Nhân viên năm 1974 đã buộc sự minh bạch lớn hơn nhiều từ các doanh nghiệp và có thể phản đối các quyết định của họ. Trong những năm 1980, hệ tư tưởng tân tự do đang trỗi dậy và có ảnh hưởng đã giải quyết việc tách biệt giữa vốn và các quyết định. Dựa trên niềm tin của một nền kinh tế mới nổi, các lý thuyết kinh tế phi chính trị đã được đưa ra vào cuối những năm 1980, buộc chủ nghĩa tư bản quản lý phải nhường lại cho các cổ đông.

## Các kết quả
Mục tiêu chính của các lý thuyết kinh tế mới là tối đa hóa lợi nhuận nhằm tối đa hóa giá trị cổ phiếu. Điều này, khá rõ ràng, khác rất nhiều so với các mục tiêu của cơ cấu công nghệ gây ra sự tái cấu trúc lớn trong những năm 1990. Để tối đa hóa lợi nhuận, các doanh nghiệp hiện phải thực hiện các biện pháp hà khắc để cắt giảm chi phí và đảm bảo lợi nhuận cho các cổ đông. Điều này rất khuyến khích việc xuất khẩu các tác vụ thủ công hoặc đơn giản sang nước ngoài nơi mà lao động ít tốn kém hơn nhiều và gây ra sự sa thải lớn ở các nước phát triển. Tương tự như vậy, nó làm giảm lương và gây ra sự suy giảm thu nhập của tầng lớp lao động. Nghịch lý thay, tiền lương của các nhà quản lý tăng lên và nhu cầu lợi nhuận liên tục đóng một vai trò quan trọng trong vụ bê bối kế toán năm 2002.